# Корнільєв Ярослав Олександрович
Яросла́в Олекса́ндрович Корні́льєв (* 14 квітня, 1928, Харків) — український інженер-конструктор.

## З життєпису
Лауреат Шевченківської премії 1980 року — разом з С. М. Зем'янкіним, Л. Д. Нівіною, З. В. Підлісним — за проектування і спорудження житлового кварталу «Сріблястий» у Львові.
1960 року закінчив Львівський політехнічний інститут.
До 1990 року безперервно працював у Львівському інституті «Діпроміст» («Містопроект»).
Проектував спорудження житлового кварталу «Сріблястий» у Львові в 1974—1978 роках.